# Robert Almer
Robert Almer (Bruck an der Mur, 20 maart 1984) is een Oostenrijks voormalig voetballer die speelde als doelman. Tussen 2002 en 2018 speelde hij voor Untersiebenbrunn, DSV Leoben, Austria Wien Amateure, SV Mattersburg, Austria Wien, Fortuna Düsseldorf, Energie Cottbus, Hannover 96 en opnieuw Austria Wien. Almer maakte in 2011 zijn debuut in het Oostenrijks voetbalelftal, waarvoor hij uiteindelijk tot drieëndertig wedstrijden kwam.

## Clubcarrière
Almer speelde jaren voor kleinere clubs in Oostenrijk, zoals SC Untersiebenbrunn, DSV Leoben en Austria Wien Amateure. In 2006 kwam de doelman bij SV Mattersburg terecht, waarvoor hij twintig wedstrijden speelde. Twee jaar later verkaste hij naar Austria Wien, waar hij gedurende drie jaar eenentwintig wedstrijden speelde. In 2011 maakte hij de overstap over de grens met Duitsland en hij speelde voor Fortuna Düsseldorf (en het belofte-elftal van die club). In de zomer van 2013 stapte Almer over naar Energie Cottbus, waar hij direct eerste doelman werd. Hierna werd Almer speler van Hannover 96. Hij tekende in 2015 een contract tot medio 2017 bij Austria Wien, dat hem transfervrij overnam. Na drie seizoenen terug in Wenen zette Almer een punt achter zijn loopbaan als actief voetballer.

## Interlandcarrière
Almer debuteerde in het Oostenrijks voetbalelftal op 15 november 2011. Op die dag werd een vriendschappelijke wedstrijd tegen Oekraïne met 2–1 verloren. De doelman begon in de basis en speelde de volledige wedstrijd. Het was de eerste wedstrijd van de Oostenrijkers onder leiding van de nieuwe bondscoach Marcel Koller. Onder Koller is Almer een vaste waarde in het Oostenrijks elftal, met Heinz Lindner en Ramazan Özcan doorgaans als de twee reservedoelmannen. Op 8 september 2015 won Almer met Oostenrijk de EK-kwalificatiewedstrijd in en tegen Zweden (1–4), waardoor het land zich voor het eerst kwalificeerde voor het Europees kampioenschap voetbal 2016. Met Oostenrijk nam hij in juni 2016 deel aan het toernooi in Frankrijk. Oostenrijk werd uitgeschakeld in de groepsfase na nederlagen tegen Hongarije (0–2) en IJsland (1–2) en een gelijkspel tegen Portugal (0–0).
| Interlands van Robert Almer voor Oostenrijk | Interlands van Robert Almer voor Oostenrijk | Interlands van Robert Almer voor Oostenrijk | Interlands van Robert Almer voor Oostenrijk | Interlands van Robert Almer voor Oostenrijk | Interlands van Robert Almer voor Oostenrijk | Interlands van Robert Almer voor Oostenrijk |
| №                                           | Datum                                       | Wedstrijd                                   | Uitslag                                     | Competitie                                  | Goals                                       |                                             |
| Als speler bij Fortuna Düsseldorf           | Als speler bij Fortuna Düsseldorf           | Als speler bij Fortuna Düsseldorf           | Als speler bij Fortuna Düsseldorf           | Als speler bij Fortuna Düsseldorf           | Als speler bij Fortuna Düsseldorf           | Als speler bij Fortuna Düsseldorf           |
| ------------------------------------------- | ------------------------------------------- | ------------------------------------------- | ------------------------------------------- | ------------------------------------------- | ------------------------------------------- | ------------------------------------------- |
| 1                                           | 15 november 2011                            | Oekraïne – Oostenrijk                       | 2 – 1                                       | Vriendschappelijk                           |                                             |                                             |
| 2                                           | 29 februari 2012                            | Oostenrijk – Finland                        | 3 – 1                                       | Vriendschappelijk                           |                                             |                                             |
| 3                                           | 15 augustus 2012                            | Oostenrijk – Turkije                        | 2 – 0                                       | Vriendschappelijk                           |                                             |                                             |
| 4                                           | 11 september 2012                           | Oostenrijk – Duitsland                      | 1 – 2                                       | WK 2014 kwalificatie                        |                                             |                                             |
| 5                                           | 12 oktober 2012                             | Kazachstan – Oostenrijk                     | 0 – 0                                       | WK 2014 kwalificatie                        |                                             |                                             |
| 6                                           | 16 oktober 2012                             | Oostenrijk – Kazachstan                     | 4 – 0                                       | WK 2014 kwalificatie                        |                                             |                                             |
| 7                                           | 6 februari 2013                             | Wales – Oostenrijk                          | 2 – 1                                       | Vriendschappelijk                           |                                             |                                             |
| 8                                           | 7 juni 2013                                 | Oostenrijk – Zweden                         | 2 – 1                                       | WK 2014 kwalificatie                        |                                             |                                             |
| Als speler bij Energie Cottbus              |                                             |                                             |                                             |                                             |                                             |                                             |
| 9                                           | 14 augustus 2013                            | Oostenrijk – Griekenland                    | 0 – 2                                       | Vriendschappelijk                           |                                             |                                             |
| 10                                          | 6 september 2013                            | Duitsland – Oostenrijk                      | 3 – 0                                       | WK 2014 kwalificatie                        |                                             |                                             |
| 11                                          | 10 september 2013                           | Oostenrijk – Ierland                        | 1 – 0                                       | WK 2014 kwalificatie                        |                                             |                                             |
| 12                                          | 11 oktober 2013                             | Zweden – Oostenrijk                         | 2 – 1                                       | WK 2014 kwalificatie                        |                                             |                                             |
| 13                                          | 19 november 2013                            | Oostenrijk – Verenigde Staten               | 1 – 0                                       | Vriendschappelijk                           |                                             |                                             |
| 14                                          | 5 maart 2014                                | Oostenrijk – Uruguay                        | 1 – 1                                       | Vriendschappelijk                           |                                             |                                             |
| 15                                          | 3 juni 2014                                 | Tsjechië – Oostenrijk                       | 1 – 2                                       | Vriendschappelijk                           |                                             |                                             |
| Als speler bij Hannover 96                  |                                             |                                             |                                             |                                             |                                             |                                             |
| 16                                          | 8 september 2014                            | Oostenrijk – Zweden                         | 1 – 1                                       | EK 2016 kwalificatie                        |                                             |                                             |
| 17                                          | 9 oktober 2014                              | Moldavië – Oostenrijk                       | 1 – 2                                       | EK 2016 kwalificatie                        |                                             |                                             |
| 18                                          | 12 oktober 2014                             | Oostenrijk – Montenegro                     | 1 – 0                                       | EK 2016 kwalificatie                        |                                             |                                             |
| 19                                          | 15 november 2014                            | Oostenrijk – Rusland                        | 1 – 0                                       | EK 2016 kwalificatie                        |                                             |                                             |
| 20                                          | 18 november 2014                            | Oostenrijk – Brazilië                       | 1 – 2                                       | Vriendschappelijk                           |                                             |                                             |
| 21                                          | 27 maart 2015                               | Liechtenstein – Oostenrijk                  | 0 – 5                                       | EK 2016 kwalificatie                        |                                             |                                             |
| 22                                          | 14 juni 2015                                | Rusland – Oostenrijk                        | 0 – 1                                       | EK 2016 kwalificatie                        |                                             |                                             |
| Als speler bij Austria Wien                 |                                             |                                             |                                             |                                             |                                             |                                             |
| 23                                          | 5 september 2015                            | Oostenrijk – Moldavië                       | 1 – 0                                       | EK 2016 kwalificatie                        |                                             |                                             |
| 24                                          | 8 september 2015                            | Zweden – Oostenrijk                         | 1 – 4                                       | EK 2016 kwalificatie                        |                                             |                                             |
| 25                                          | 9 oktober 2015                              | Montenegro – Oostenrijk                     | 2 – 3                                       | EK 2016 kwalificatie                        |                                             |                                             |
| 26                                          | 12 oktober 2015                             | Oostenrijk – Liechtenstein                  | 3 – 0                                       | EK 2016 kwalificatie                        |                                             |                                             |
| 27                                          | 26 maart 2016                               | Oostenrijk – Albanië                        | 2 – 1                                       | Vriendschappelijk                           |                                             |                                             |
| 28                                          | 4 juni 2016                                 | Oostenrijk – Nederland                      | 0 – 2                                       | Vriendschappelijk                           |                                             |                                             |
| 29                                          | 14 juni 2016                                | Oostenrijk – Hongarije                      | 0 – 2                                       | EK 2016                                     |                                             |                                             |
| 30                                          | 18 juni 2016                                | Portugal – Oostenrijk                       | 0 – 0                                       | EK 2016                                     |                                             |                                             |
| 31                                          | 22 juni 2016                                | IJsland – Portugal                          | 2 – 1                                       | EK 2016                                     |                                             |                                             |
| 32                                          | 5 september 2016                            | Georgië – Oostenrijk                        | 1 – 2                                       | WK 2018 kwalificatie                        |                                             |                                             |
| 33                                          | 6 oktober 2016                              | Oostenrijk – Wales                          | 2 – 2                                       | WK 2018 kwalificatie                        |                                             |                                             |